# زاما (جبلة)
زاما قرية في ناحية عين الشرقية التابعة لمنطقة جبلة في محافظة اللاذقية. بلغ عدد سكانها 2281 نسمة عام 2004.